# Lドラ
Lドラ（エル-）とは、テレビ東京系列で、2008年9月29日から2010年4月2日まで、平日13:00 - 13:30(JST)（放送開始から2009年4月3日までは11:50 - 12:26〈JST〉）に放送されていたシリーズで、昼帯ドラマの冠タイトルである。

## 概要
この番組が放送される前は11:35 - 12:30のドラマ枠であり、2008年3月28日まで『時代劇アワー』というタイトルで時代劇の再放送を、続いて同月31日から9月26日まで『ドラマチックチャンネル』というタイトルで外国ドラマをそれぞれ放送していたが、同年10月期の番組改編により後者のみ8時台に移行した。これにより、これまで『NEWS MARKET 11』として放送されて来た経済・ニュース番組が『E morning』に変更・15分延長すると共に11:50からの36分間をLドラと称した放送枠を設け、いわゆる昼ドラを制作する事になった。再放送を除いて、即ちテレビ東京が完全に自社制作する新作としての帯ドラマは、1964年の開局以来史上初めてであった。
また、『時代劇アワー』や『ドラマチックチャンネル』時代は祝日時は番組を休止して特別番組などを放送していたが、本放送に関しては基本的に祝日も通常通り放送し、『E morning』の代替で放送された『TXNニュース』も12:26 - 12:30→12:55 - 13:00の枠固定で放送された。再放送に関しては基本的に休止となっていたが、状況によっては放送したり、変則編成の場合もあった。
タイトルの「L」には、「Lunch」「Lady」「Lovely」の3つの「L」が込められている。
第1弾はコミック作品が原作の『Cafe吉祥寺で』（中山エミリ主演）、第2弾は人気小説が原作の『サギ師リリ子』（雛形あきこ主演）、第3弾はLドラ初のオリジナルストーリー作品『ママはニューハーフ』（金子昇主演）、第4弾は『かりゆし先生ちばる!』（国分佐智子主演）、以上の4作品が制作された。
一社提供番組であり、P&Gが番組スポンサーとなっていた。

### 2009年春改編以降
2009年4月の番組改編により、『ママはニューハーフ』からは放送枠が30分に短縮されると共に放送時間が変更され、TXでは13:00 - 13:30、それ以外のTXN系列5局（TVh・TVA・TVO・TSC・TVQ）では12:00 - 12:30（1時間先行）の放送となった。今回放送時間が別々となったのは、TXが同年3月までTBS系列で放送されていた『愛の劇場』の終了に合わせて13時台前半への進出を検討したが、系列局の多くは2時間ドラマの再放送枠を設けている関係で大規模な改編を余儀なくされる事から系列局に負担を掛けない様に、と配慮した結果、TXN系列全局での移動は見送る（系列局は全国枠12:30終了を維持）という結論に至った。そのために系列局へはTXからの裏送りとなった。スポンサーはこれまでと同様に一社提供のままだが、クレジット表示については各局出しの形に変更された。祝日時もそれぞれの時間に放送された。これに合わせて、TXN系列局以外でも静岡第一テレビ（SDT、日本テレビ系列）と熊本朝日放送（KAB、テレビ朝日系列）では『ママはニューハーフ』より、秋田放送（ABS、日本テレビ系列）では『かりゆし先生ちばる!』より、それぞれネットされる様になった。
第4弾『かりゆし先生ちばる!』終了後の次作については、2009年10月改編で、2008年11月から『水曜ミステリー9』、『月曜19時台時代劇』の新作製作中止・再放送開始と続けてきたTXのドラマ関連の制作費削減の方針がLドラ枠も対象とされたことで、Lドラ枠の新作制作を見送られることになると同時に、TXNから全日帯における連続ドラマの新作枠は消滅し、TXNで放送される新作の連続ドラマ枠は金曜深夜に放送されている『ドラマ24』のみとなった。代替として同枠内で同年9月24日から12月25日まで『サギ師リリ子』の再放送を、2010年1月6日から4月2日まで『ママはニューハーフ』の再放送を行った。再放送の場合、テレビ東京系列では原則として字幕放送と祝日の放送が行われず、祝日昼の『TXNニュース』の放送時間もLドラ枠開始以前と同様に変則編成へと再度変更された。
番組が再放送枠に切り替わった2009年秋の時点では、旧作（再放送）と新作を交互に放送しながら本枠を継続する見込みであったが、2010年春改編でもTXは『ドラマ24』などの深夜ドラマ以外のドラマ予算削減方針を継続した影響で、『ママはニューハーフ』の再放送終了日であった同年4月2日をもってLドラは廃枠となった。これにより、2010年4月以降に放送されている民放の帯ドラマは東海テレビ制作でフジテレビ系列で放送されている昼ドラのみとなった（その後2016年3月をもって廃枠が決まった）。

## 放送作品一覧

### 本放送

#### 2008年
- Cafe吉祥寺で（中山エミリ主演、9月29日 - 12月26日）

#### 2009年
- サギ師リリ子（雛形あきこ主演、1月5日 - 4月3日）
- ママはニューハーフ（金子昇主演、4月6日 - 6月26日）
- かりゆし先生ちばる!（国分佐智子主演、6月29日 - 9月18日）

### 再放送

#### 2009年
- サギ師リリ子（9月24日 - 12月25日[6]）

#### 2010年
- ママはニューハーフ（1月6日 - 4月2日）

## ネット局と放送時間
2008年9月29日 - 2009年4月3日
- TXN系列局：月 - 金11:50 - 12:26

2009年4月6日 - 2010年4月2日
| 放送対象地域   | 放送局         | 系列           | 放送日時                                                                     | 備考       |
| -------------- | -------------- | -------------- | ---------------------------------------------------------------------------- | ---------- |
| 関東広域圏     | テレビ東京     | テレビ東京系列 | 月 - 金曜 13:00 - 13:30                                                      | 制作局     |
| 北海道         | テレビ北海道   | テレビ東京系列 | 月 - 金曜 12:00 - 12:30                                                      | 先行放送   |
| 愛知県         | テレビ愛知     | テレビ東京系列 | 月 - 金曜 12:00 - 12:30                                                      | 先行放送   |
| 大阪府         | テレビ大阪     | テレビ東京系列 | 月 - 金曜 12:00 - 12:30                                                      | 先行放送   |
| 岡山県・香川県 | テレビせとうち | テレビ東京系列 | 月 - 金曜 12:00 - 12:30                                                      | 先行放送   |
| 福岡県         | TVQ九州放送    | テレビ東京系列 | 月 - 金曜 12:00 - 12:30                                                      | 先行放送   |
| 秋田県         | 秋田放送       | 日本テレビ系列 | 日曜 1:45 - 2:15（土曜深夜） 月曜 1:20 - 1:50（日曜深夜） ※毎週2夜連続で放送 | 遅れネット |
| 静岡県         | 静岡第一テレビ | 日本テレビ系列 | 火 - 金曜 9:30 - 10:00                                                       | 遅れネット |
| 熊本県         | 熊本朝日放送   | テレビ朝日系列 | 月 - 金曜 10:55 - 11:25                                                      | 遅れネット |

### 備考
2009年9月21日以降のTXN系列局では祝日は基本的に再放送を実施しなかった。ただし2009年12月23日は放送されたものの、この日は2話分まとめて13:00 - 13:56の変則編成であった。
秋田放送では2009年6月29日から12月24日までは月 - 木の16:24 - 16:53に放送されていた。2009年6月29日から7月2日まではTXから3時間24分遅れで放送されていたものの、月 - 木曜の放送であるが故に遅れ幅が週を追うことに拡大していき、2009年10月22日の『かりゆし先生ちばる!』終了時点では34日遅れに拡大していた。また、2009年12月26日からは夕方枠の編成の見直しに伴い、日曜1:45 - 2:15（土曜深夜）と月曜1:20 - 1:50（日曜深夜）の深夜枠に放送時間が変更された。
同じく日本テレビ系列局である静岡第一テレビは2009年4月14日から放送を開始した。2009年4月14日から4月17日までは8日遅れだったものの、秋田放送同様に火 - 金曜放送であるが故に遅れ幅が週を追うことに拡大していき、2010年3月24日の終了時点では3ヶ月遅れに拡大していた。
テレビ東京系列のBSデジタル局であるBSジャパンでは長らく放送されていなかったが、2012年4月2日から9月14日まで『サギ師リリ子』→『ママはニューハーフ』の順番でテレビ東京よりも3年3カ月遅れで放送した。その一方で系列外局での放送は現在も放送されている『ドラマ24』や当時放送されていた金曜時代劇→月曜時代劇に比べてネット局が非常に少なかった。また、独立UHF局では放送されなかった。ちなみに上記の3局を除いて単発扱いで放送したり枠終了後に当枠の作品を放送した系列外局もミヤギテレビ（日本テレビ系列）とテレビ山梨（TBS系）の2局のみである。